# Elis Ligtlee
Elis Ligtlee (Deventer, 28 de junho de 1994) é uma ciclista de pista neerlandesa. Ela ganhou a medalha de ouro na prova de keirin durante os Jogos Olímpicos de 2016 e possui três títulos em Campeonatos Europeus.

## Carreira
Foi durante o Campeonato Europeu de 2014 que Ligtlee conquistou seu primeiro título continental na categoria adulta, quando conquistou o ouro no keirin. No Europeu de 2015, em Grenchen, Suíça, conquistou suas outras dois ouros nessa competição, quando venceu novamente o keirin além da prova de velocidade individual.
Em 2016 estreou nos Jogos Olímpicos, no Rio de Janeiro, onde conquistou mais uma medalha de ouro no keirin superando as favoritas Becky James, Anna Meares e Kristina Vogel.
Ligtlee ainda não conquistou nenhum título em Campeonatos Mundiais, tendo como melhor resultado uma medalha de prata no sprint em 2015.